# Klaus Bonhoeffer
Klaus Bonhoeffer (5. januar 1901 – 23. april 1945) var en tysk jurist og modstandsmand. Han blev dømt til døden i Volksgerichtshof (folkedomstolen) for sin rolle i 20. juli-attentatet mod Adolf Hitler. Han blev henrettet af RSHA natten mellem den 22. og 23. april, kort før at sovjetiske tropper indtog Berlin.
Klaus Bonhoeffer var bror til Dietrich Bonhoeffer

## Liv og virke

### Baggrund
Klaus Bonhoeffer var søn af Karl Bonhoeffer, professor i psykiatri og Neuromedicin og Paula (født von Hase) som deres tredje søn. Hans yngre bror var teologen Dietrich Bonhoeffer (4. februar 1906 – 9. april 1945). Som ung gik han på Grunewald-Gymnasium i Berlin under Hans von Dohnanyi.
Han studerede jura ved Heidelberg og fik en doktorgrad for sin afhandling Die Betriebsräte als Organ der Betriebsgenossenschaft. Han efteruddannede  sig  i Berlin, ved Universitetet i Genève, og i Amsterdam. Den 3. september 1930 giftede han sig med Emmi Delbrück, Hans Delbrück's datter, og Justus og Max Delbrück's søster.
Han har arbejdede som advokat og fra 1935 som juridisk rådgiver for Deutsche Luft Hansa og fra 1937 til 1944 som chef-jurist. Dette arbejde førte til mange forretningsrejser, også under 2. verdenskrig.

### 2. verdenskrig
I årene 1940-1944 etablerede han systematisk kontakter med forskellige modstandsgrupper som modarbejdede Nazi-regimet. Gennem sin bror Dietrich fik han kontakter med kirkelige modstandsgrupper, og gennem sine svogre, Justus Delbrück, Dohnanyi og Rüdiger Schleicher fik han mange kontakter blandt militære modstandere af Hitler, specielt i kredsen omkring Wilhelm Canaris i Abwehr i Oberkommando der Wehrmacht. Gennem sin kones fætter, Ernst von Harnack, fik han kontakt med andre socialdemokrater der var modstandere af nazismen. Klaus Bonhoeffer medvirkede også til at hans kollega, John Otto, blandt andre, blev knyttet til modstandsarbejdet. Han brugte stadig sine rejsemuligheder i kampen mod nazisterne.
20. juli-attentatet: Han var dedikeret til 20. juli-attentatet om at dræbe Hitler den 20. juli 1944, og styrte regeringen.
I henhold til en forvarsprotokollen fra Lehrter Straße fængslet i Berlin, hvor Gestapo havde en egen afdeling (Folkedomstolen) 2. februar 1945. Natten 22. - 23. april, da sovjetiske tropper allerede lå Berlins østlige udkant, blev han sammen med Rüdiger Schleicher og andre fanger af specialtropper ført fra RSHA til messeområdet i nærheden af Lehrter Straße fængslet, hvor han blev henrettet ved skydning.
Den eneste øjenvidne til disse drab var Herbert Kosney som overlevede skuddene.